# Чагаптай, Сонер
Сонер Чагаптай (тур. Soner Çağaptay) — американский политолог турецкого происхождения, проживающий в США. Директор программы турецких исследований в Вашингтонском институте ближневосточной политики. По образованию историк и эксперт по американо-турецким отношениям, турецкой политике и турецкому национализму.

## Образование
Чагаптай получил докторскую степень исторических наук в Йельском университете в 2003 году. Написал докторскую диссертацию на тему турецкого национализма. Помимо английского и турецкого, языки на которых он проводит исследования включают французский, немецкий, испанский, боснийский, иврит, азербайджанский и старо-турецкий.

## Карьера
Чагаптай — стипендиат программы имени семьи Бейер (Beyer) и директор программы турецких исследований в Вашингтонском институте ближневосточной политики.
Преподавал курсы по Ближнему Востоку, Средиземноморью и Восточной Европе в Принстоне и в Йеле. Его весенний курс 2003 года по истории современной Турции был первым в Йеле за последние три десятилетия.
С 2006 по 2007 годы был профессором имени Эртегун (Ertegun) кафедры ближневосточных исследований в Принстоне.
Периодически преподавал в школе дипломатической службы имени Эдмунда А. Уолша в университете Джорджтаун.
Работал также по контракту в качестве председателя программы высших турецких региональных исследований при Институте дипломатической службы госдепартамента США.

## Награды
Среди его наград: стипендии Смита-Ричардсона (Smith Richardson), Меллона (Mellon), Риса (Rice) и Леилан (Leylan), а также должность профессора имени Эртегун (Ertegun) в Принстоне.
В 2012 году был награждён титулом «молодой лидер общества» Американско-Турецкого Общества.

## В прессе
Чагаптай много писал о турецко-американских отношениях; внутренней турецкой политике; турецком национализме; подъёме Турции как экономической державы и политике Анкары на Ближнем Востоке, печатался в научных журналах и крупных международных печатных СМИ. К ним относятся The Wall Street Journal, The New York Times, The Washington Times, International Herald Tribune, Jane’s Defence Weekly и Habertürk. Чагаптай постоянный обозреватель в Hurriyet Daily News, старейшей и наиболее влиятельной газете Турции на английском языке, а также пишет для блога CNN Global Public Square. Он регулярно выступает с комментариями на Fox News, CNN, NPR, Аль-Джазира, BBC и CNN-Turk.

### Книги
- Islam, Secularism, and Nationalism in Modern Turkey: Who Is a Turk? Review, January 2006.
- The Rise of Turkey: The Twenty-First Century’s First Muslim Power, February 2014.
- The New Sultan, July 2017.

### Статьи
- Статьи.

### Видео
- Видео.